# 1977 ve fotografii

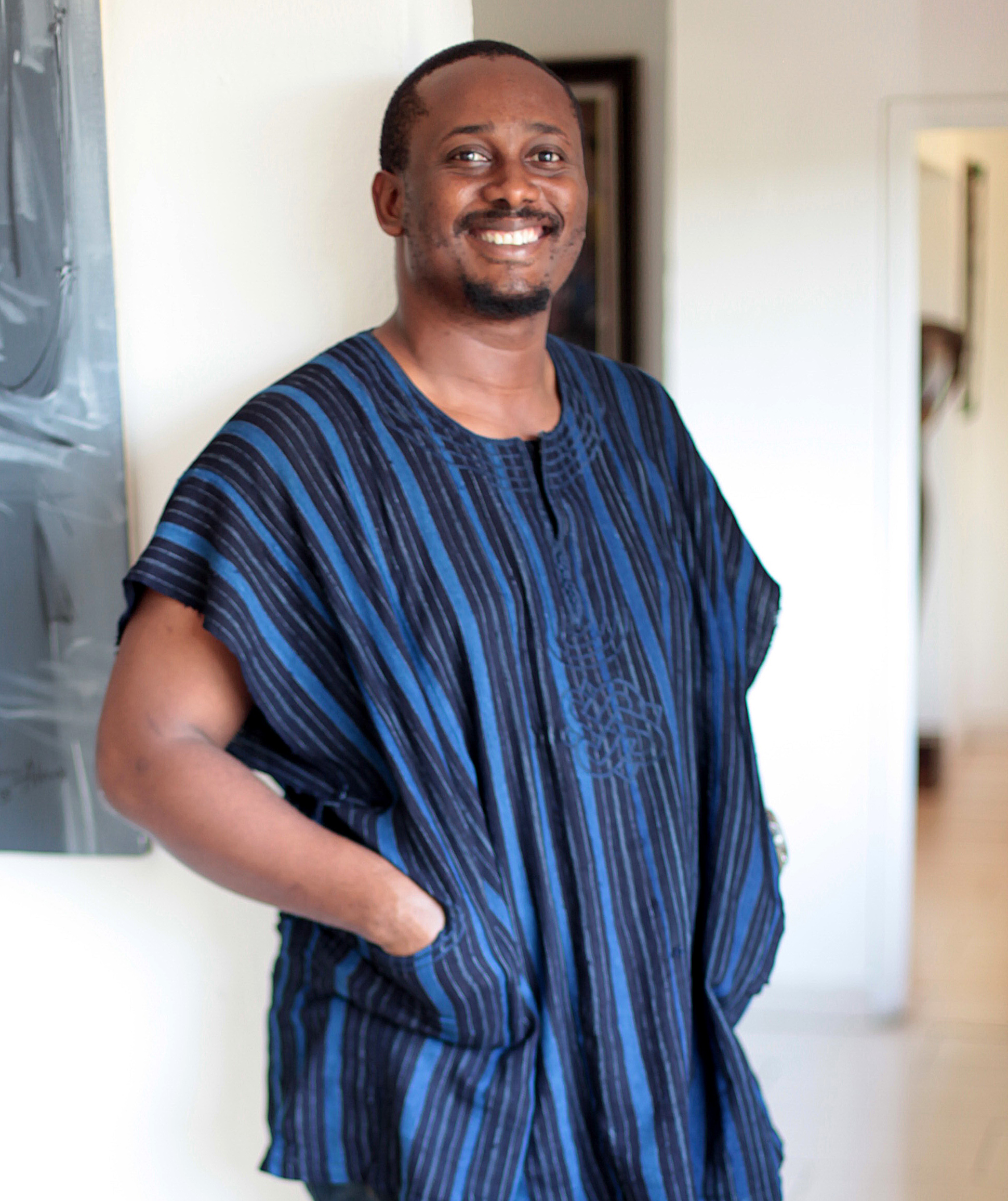
Dne 5. listopadu se narodil Isaac Emokpae, nigerijský vizuální umělec, malíř a fotograf

Tento článek obsahuje významné fotografické události v roce 1977.

## Události
- Americký satelitní systém KH-11 pořídil první satelitní fotografie v reálném čase.

- Rencontres d'Arles červenec–září, osobnosti: Josef Sudek, Jan Saudek, Will Mac Bride, Paul Caponigro, Neal Slavin, Max Waldman, Dennis Stock, Harry Callahan, R. Benvenisti, P. Carroll, W. Christenberry, S. Ciccone, William Eggleston, R. Embrey, B. Evans, R. Gibson, D. Grégory, F. Horvat, W. Krupsan, W. Larson, U. Mark, Joel Meyerowitz, Stephen Shore, N. Slavin, L. Sloan-Théodore, J. Sternfeld, R. Wol, …

- Série fotografa Františka Dostála Pozor na balony! byla přijata na World Press Photo 1977 a byla celá otištěna v katalogu na dvou stránkách. Jako amatérovi mu tenkrát pomohl Antonín Bahenský ze Signálu, že je jejich spolupracovník. Název pro katalog byl v angličtině Be awar of ballons!.

- V Thajsku byla založena Královská fotografická sbírka originálních tisků a negativů na skleněných deskách.

## Ocenění
- World Press Photo – Leslie Hammond

- Prix Niépce – Roland Laboye
- Prix Nadar – André Martin, Les noires vallées du repentir, vyd. Entente

- Zlatá medaile Roberta Capy – Eddie Adams (The Associated Press), The Boat of No Smiles (Loď bez úsměvu), o Vitenamcích na loďce.
- Cena Ansela Adamse – cena nebyla udělena
- Pulitzerova cena
  -  Pulitzer Prize for Spot News Photography – Stanley Forman, Boston Herald-American, za jeho fotografii The Soiling of Old Glory, která ukazuje Josepha Rakese útočícího na Theodora Landsmarka s použitím americké vlajky jako kopí během demonstrace v Boston City Hall (fotografie).
  -  Pulitzer Prize for Feature Photography – Robin Hood, Chattanooga News-Free Press, „za fotografie postiženého veterána a jeho dítěte při průvodu Armed Forces Day.“

- Cena za fotografii Ihei Kimury – Šin’ja Fudžiwara (藤原 新也)
- Cena Nobua Iny – Masahisa Fukase

- Cena Ericha Salomona – Magazín Bild der Wissenschaft
- Cena za kulturu Německé fotografické společnosti – Wesley T. Hanson  a Eberhard Klein

- Prix Paul-Émile-Borduas – Léon Bellefleur

## Knihy vydané v roce 1977
- Forteresses du dérisoire, Jean-Claude Gautrand, inrod. Jean-Pierre Raynaud, Presse de la Connaissance

## Narození v roce 1977
- 15. ledna – Andrea Thiel Lhotáková, česká nezávislá fotografka a grafička specializující se na architekturu, šperky a design
- 5. února – Shah Marai, afghánský fotograf, hlavní fotograf agentury Agence France-Presse v Kábulu, zemřel při bombovém útoku († 30. dubna 2018)
- 15. března – Sébastien Micke, francouzský fotograf
- 31. března – Nathalie Daoustová, kanadská fotografka, fotografuje v hotelových pokojích, Tokyo love hotely, interiéry v Berlíně
- 12. května – Petr Mikšíček, český fotograf
- 3. června – Branislav Šimončík, slovenský módní fotograf
- 16. června – Aldona Kmieć, polsko-australská umělkyně, fotografka, esejistka; od roku 2004 v exilu, do roku 2009 ve Velké Británii, poté v Austrálii, Queenslandu a Victorii; portrétní, streetová a dokumentární fotografie.
- 30. června – Naoki Išikawa, japonský fotograf, spisovatel, objevitel a horolezec, Cena Kena Domona, Cena Džuna Mikiho, Cena Higašikawy
- 1. července – Björn Wallander, švédský fotograf
- 16. srpna – Eva M. Paar, rakouská umělkyně a fotografka
- 19. srpna – Nontsikelelo Veleko, jihoafrická fotografka nejznámější svým zobrazením černošské identity, urbanizace a módy v post-aparteidní Jihoafrické republice
- 20. srpna – Tamara Pieńko, polská výtvarnice, fotografka, portrétistka, projekty společenského a vzdělávacího charakteru, zkoumání ženských emocí a jejich konfrontaci s nahotou
- 27. října – Altinaï Petrović-Njegoš, rozená černohorská princezna a členka černohorské královské rodiny, francouzská fotografka
- 30. října – Jiří Thýn, český fotograf a pedagog
- 5. listopadu – Isaac Emokpae, nigerijský vizuální umělec, malíř a fotograf
- 11. listopadu – Lucia Nimcová, česká fotografka slovenského původu
- 23. listopadu – Ann Eringstamová, švédská umělecká fotografka žijící v Göteborgu
- 24. listopadu – Veronika Šramatyová, slovenská malířka, výtvarnice, fotografka a básnířka, zaměřená na fotorealistickou malbu
- 28. prosince – Mário Bihári, československý fotograf
- ? – Gabriela Sauer Kolčavová, česká fotografka, lektorka a překladatelka, věnuje se také psaní knih o zdravém vaření
- ? – Henrik Purienne, jihoafrický fotograf, filmový režisér a zakladatel módní publikace Mirage
- ? – Cédric Gerbehaye, belgický dokumentární fotograf
- ? – Misan Harriman, britský fotograf, podnikatel a sociální aktivista nigerijského původu
- ? – Kajsa Gullbergová, dánská fotografka švédského původu, fotografuje pokřivené existence, tabuizovaná těla s jizvami nebo vráskami
- ? – Cyrus Cornut, francouzský umělec a fotograf íránsko-iráckého původu
- ? – Marina Gadonneix, francouzská fotografka
- ? – Natalia Arias, kolumbijská fotografka. Narodila se v Brightonu ve Spojeném království v roce 1977, vyrostla v Bogotě v Kolumbii a nyní žije a pracuje v Miami na Floridě.
- ? – Juan Arredondo, kolumbijsko-americký filmař a fotožurnalista
- ? – Rena Effendi, ázerbájdžánská fotografka pracující na téma životní prostředí, společenské konflikty, efekty ropného průmyslu na obyvatelstvo a sociální rozdíly
- ? – Kate Brooks, americká fotožurnalistka specializující se na střední východ, Afghánistán a Pákistán
- ? – Raissa Venables, americká fotografka
- ? – Edgar Martins, portugalský fotograf aktivní v Anglii
- ? – Nona Faustine, americká fotografka a vizuální umělkyně, zaměřovala se na historii, identitu, reprezentaci a na to, co to znamená být ženou v 21. století, především zkušenosti černošských žen (1977 – 20. března 2025)

## Úmrtí v roce 1977

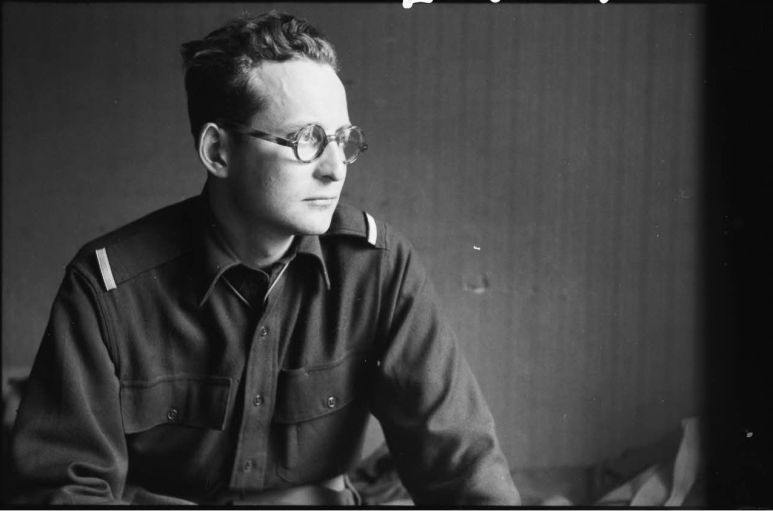
Dne 1. května zemřel Albert Plécy, francouzský fotograf

- 10. února – Federico Patellani, italský fotograf, filmový režisér, scenárista, malíř a právník (* 1. prosince 1911)
- 7. března – Lilo Xhimitiku, albánský fotograf (* 20. července 1907)
- 9. dubna – Michel Lambeth, kanadský reportážní fotograf (* 21. dubna 1923)
- 1. května – Albert Plécy, francouzský fotograf (* 26. srpna 1914)
- 16. května – Zoltan Kluger, izraelský fotograf narozený v Maďarsku (* 8. února 1896)
- 24. června – Aleko Lilius, finský fotograf, cestovatel a vynálezce (* 2. dubna 1890)
- 19. července – Emil Pardubský, český fotoreportér (* 8. dubna 1910)
- 21. července – Lee Millerová, americká módní fotografka v Paříži, korespondentka magazínu Vogue, bombardování Londýna a Osvobození Paříže (* 1907)
- 1. září – Hans Malmberg, švédský fotograf (* 20. září 1927)
- 3. října – Richard Peter, německý fotograf a fotoreportér (* 10. května 1895)